# Transaktionskostnad
Inom nationalekonomi är transaktionskostnader sådana kostnader som uppkommer vid ett ekonomiskt utbyte. Exempelvis behöver en köpare eller säljare som letar efter en viss tjänst eller produkt lägga ner en viss tid och ett visst arbete samt eventuella andra kostnader för att få till stånd en affär. Ett exempel på transaktionskostnad kan hittas på börser, där betalar man två sorters transaktionskostnader: courtage och bid-ask spread. Den ena är en avgift som fondkommisionären tar ut och den andra är skillnaden mellan bästa köp- och säljpris.
Det kan gynna samhället och välfärden att minska transaktionskostnaderna i ekonomin, eftersom kapital på så vis enklare kan fördelas till den verksamhet där det gör störst nytta. Internet och börser är exempel på två fenomen som drastiskt minskar transaktionskostnaderna i ekonomin. Tullar är ett exempel som ökar transaktionskostnaderna. Nationalekonomen Ronald Coase belönades med Sveriges Riksbanks pris i ekonomisk vetenskap till Alfred Nobels minne 1991 bland annat för att han påvisade att transaktionskostnader är viktiga för ekonomin.